# Monika Krohwinkel
Monika Krohwinkel (* 1941 in Hamburg) ist eine deutsche Pflegewissenschaftlerin. Sie war von 1993 bis 1999 Professorin für Pflege an der Evangelischen Hochschule Darmstadt. Auf Krohwinkel geht das Modell der fördernden Prozesspflege zurück.

## Leben
Monika Krohwinkel absolvierte eine Hebammen- und Krankenpflegeausbildung in Deutschland und England. Sie studierte Pflegewissenschaft und Erziehungswissenschaft an der University of Manchester (UK). Es folgte eine langjährige Tätigkeit als Krankenschwester und als Hebamme in verschiedenen Praxisbereichen im In- und Ausland. In den Jahren zwischen 1988 und 1993 baute sie das Agnes Karll Institut für Pflegeforschung (DBfK) in Frankfurt a. M. auf und wurde daselbst erste Instituts- und Forschungsleiterin unter späterer Mitarbeit der Pflegewissenschaftlerin Sabine Bartholomeyczik. Zwischen 1979 und 1993 war Krohwinkel deutsche Repräsentantin in der Workgroup of European Nurse Researchers (WENR), einer niederländischen Initiative aus dem Jahr 1978. Krohwinkel veröffentlichte erstmals 1984 ihr konzeptionelles Modell der Aktivitäten, Beziehungen und existenzielle Erfahrungen des Lebens (ABEDL, bis 1999 AEDL), das als Präzisierung der Pflegetheorie von Nancy Roper, Winifred Logan und Alison Tierney für rehabilitative Pflege und Altenpflege gilt. Das Modell wurde in einer 1991 abgeschlossenen Studie erprobt und weiterentwickelt. Diese Studie war die erste von einer Pflegenden durchgeführte wissenschaftliche Studie im Auftrag des Bundesministeriums für Gesundheit in Deutschland. Sie befasste sich mit dem ganzheitlich-rehabilitierenden Pflegeprozess am Beispiel von Apoplexiekranken. An diesem Projekt war auch die Heidelberger Pflegewissenschaftlerin und Schülerin von Antje Grauhan Elke Müller beteiligt, die für ihre Verdienste um die Krankenpflege im Jahr 2016 die „Goldene Ehrennadel“ des Deutschen Berufsverbandes für Krankenpflege erhielt.
Förderungsanlass war das damals neue Krankenpflegegesetz von 1985, welches einen geplanten, systematischen und umfassenden Pflegeprozess im stationären Bereich forderte, um die gesetzlichen Ausbildungsziele zu erreichen. Im Jahr 1988 wurde Krohwinkel Mitbegründerin der zentralen Arbeitsgruppe für Pflegeforschung im Deutschen Berufsverband für Krankenpflege, DBfK. Im Jahr 1993 wurde sie Mitglied der interdisziplinären Ethikkommission im DBfK, sowie Mitglied im Deutschen Verein zur Förderung von Pflegewissenschaft und Pflegeforschung (heute: Deutsche Gesellschaft).
Im Jahr 1993 erhielt Krohwinkel einen Ruf an die Ev. Fachhochschule Darmstadt (heute: Ev. Hochschule Darmstadt). Sie arbeitete in den Jahren bis 1999 zeitgleich mit der hessischen Pflegewissenschaftlerin Hilde Steppe, die an der Ev. FH Darmstadt die Lehreinheit „Historische und wissenschaftstheoretische Grundlagen der Pflegewissenschaft“ etablierte. Krohwinkel pflegte internationale Kontakte wie beispielsweise denjenigen zur brasilianischen Pflegehistorikerin Taka Oguisso, die beim Florence Nightingale Kongress 2010 in London die Ergebnisse lateinamerikanischer Forschung zur Hansens’ Disease, zur brasilianischen Krankenschwester Edith de Magalhães Fraenkel (1889–1969), zur deutschstämmigen Hygienikerin Ella Hasenjaeger und zu Sofia Pincheira (Chile) vorstellte.

## Werke
- Monika Krohwinkel u. a.: Der pflegerische Beitrag zur Gesundheit in Forschung und Praxis. Agnes-Karll-Institut für Pflegeforschung (DBfK), (Schriftenreihe des Bundesministeriums für Gesundheit, Bd. 12), Nomos-Verl.-Ges., Baden-Baden 1992, ISBN 3-7890-2729-4
- Monika Krohwinkel: Der Pflegeprozess am Beispiel von Apoplexiekranken: eine Studie zur Erfassung und Entwicklung ganzheitlich-rehabilitierender Prozesspflege. Agnes Karll Institut für Pflegeforschung, DBfK, im Auftr. des Bundesministeriums für Gesundheit. (Schriftenreihe des Bundesministeriums für Gesundheit, Bd. 16), Verfasserin Kap. 6 Sabine Bartholomeyczik, Nomos-Verl.-Ges., Baden-Baden 1993, ISBN 3-7890-3051-1. Zweite Auflage 2007. Bern: Huber.
- Monika Krohwinkel (2012): Can holistic rehabilitation process nursing in acute hospitals be implemented? In: Pflege. Die wissenschaftliche Zeitschrift für Pflegeberufe. 25, 3. Bern: Hogrefe: 207–216.
- Monika Krohwinkel: Fördernde Prozesspflege mit integrierten ABEDLs. Forschung, Theorie und Praxis, Huber Verlag Bern 2013.
- Monika Krohwinkel (2021): Ich sah eine große Chance darin mitzuhelfen, wissenschaftlich qualifizierte Expert*innen für die Pflegepraxis heranzubilden. In: Ingeborg Löser-Priester (2021): Pflegepioniereinnen in Deutschland. Zur Entwicklung der Pflegewissenschaft. Frankfurt am Main: Mabuse: 166–210 Inhaltsverzeichnis

## Videopodcast
- Sabine Bartholomeyczik zu Monika Krohwinkel (Min. 19:50–20:37): In: Roland Brühe im Gespräch mit Sabine Bartholomeyczik (25. Juli 2025)(51 Min.): Episode 106: Wegbereiterinnen persönlich – 5 Brühe im Gespräch mit Sabine Bartholomeyczik